# Nationales Komitee zur Bekämpfung des Terrorismus
Das Nationale Komitee zur Bekämpfung des Terrorismus (russisch Национальный антитеррористический комитет / Nazionalny antiterroristitscheski komitet, wiss. Transliteration Nacional'nyj antiterrorističeskij komitet, Abk. NАК / NAK) der Russischen Föderation ist ein Gremium, das die Zusammenarbeit der Föderationsversammlung mit lokalen Regierungszweigen im Kampf gegen den Terrorismus koordinieren soll und zu diesem Zweck die Empfehlungen des Präsidenten in Fragen der Terrorismusbekämpfung umsetzt.

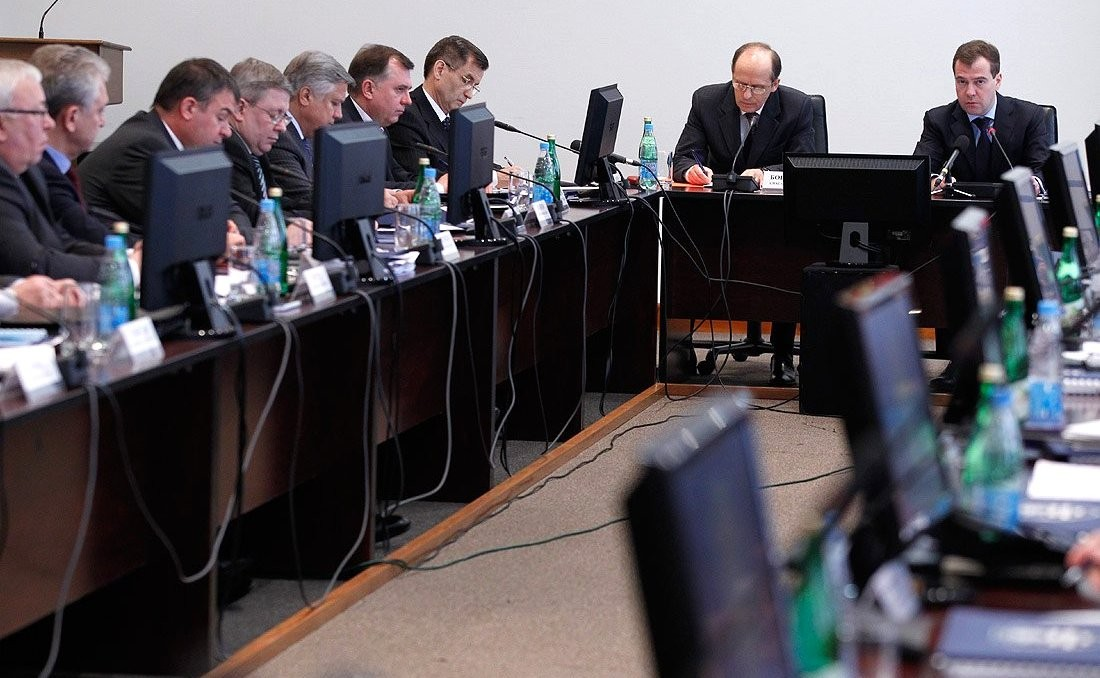
NAK-Tagung (am 22. Februar 2011)

Das Komitee wurde am 15. Februar 2006 als Teil eines Gesetzespakets, zu dem auch Novellierungen des Strafgesetzbuches und der Strafprozessordnung sowie das Gesetz über den Kampf gegen den Terrorismus zählen, gemäß Präsidialerlass Nr. 116 „Über Maßnahmen zur Terrorismusbekämpfung“ eingerichtet. Der erste Vorsitzenden des Gremiums war Nikolai Patruschew, der Direktor des Inlandsgeheimdienstes FSB. Derzeitiger Vorsitzender des Ausschusses ist sein Nachfolger General Alexander Bortnikow.
Das zu verschiedenen Zeiten nur leicht abweichend besetzte Komitee besteht aus Vertretern wie dem Leiter des FSB, der Vorsitzender des Komitees ist, seinem Stellvertreter, dem Sekretär des Sicherheitsrates Russlands, dem Minister für Katastrophenschutz Russlands, dem Außenminister und dem Direktor des russischen Auslandsgeheimdienstes, der russische Generalstabschef, der Innenminister, der Leiter von Spezswjas des Föderalen Sicherheitsdienstes Russlands (FSP), die meisten Kabinettsmitglieder, sowie dem Leiter des Föderalen Dienstes zur Bekämpfung von Geldwäsche und Terrorismusfinanzierung (bekannt als Rosfinmonitoring; russisch Росфинмониторинг) und Senior-Mitglieder der Russische Präsidialverwaltung.
Als Teil des Komitees wurden in allen Regionen Russlands lokale Komitees zur Terrorismusbekämpfung eingerichtet. Ein Bezirkskomitee wird vom Direktor einer lokalen FSB-Zweigstelle geleitet.
Als Teil der Kommission wurde das Föderale operative Hauptquartier  (russisch Федеральный оперативный штаб) eingerichtet, das für die Durchführung von Operationen zur Terrorismusbekämpfung zuständig ist.

## Zusammensetzung
Das Nationale Antiterrorismus-Komitees ist folgendermaßen zusammengesetzt (Stand: 22. September 2022):
- Alexander Wassiljewitsch Bortnikow (Direktor des FSB, Vorsitzender des Nationalen Antiterrorismuskomitees)
- Wladimir Alexandrowitsch Kolokolzew (Minister für innere Angelegenheiten der Russischen Föderation, Stellvertretender Vorsitzender des Komitees)
- Igor Gennadjewitsch Sirotkin (Stellvertretender Direktor des FSB, Leiter des Zentralbüros des Nationalen Antiterrorismuskomitees, Stellvertretender Vorsitzender des Komitees)
- Alexei Alexejewitsch Gromow (Erster stellvertretender Leiter der Präsidialverwaltung der Russischen Föderation)
- Iwan Iwanowitsch Melnikow (Erster stellvertretender Vorsitzender der Staatsduma der Föderalen Versammlung der Russischen Föderation)
- Alexander Wjatscheslawowitsch Kurenkow (Minister der Russischen Föderation für Zivilschutz, Notfälle und Beseitigung der Folgen von Naturkatastrophen)
- Sergei Wiktorowitsch Lawrow (Minister für auswärtige Angelegenheiten der Russischen Föderation)
- Sergei Kuschugetowitsch Schoigu (Verteidigungsminister der Russischen Föderation)
- Konstantin Anatoljewitsch Tschuitschenko (Justizminister der Russischen Föderation)
- Michail Albertowitsch Muraschko (Gesundheitsminister der Russischen Föderation)
- Denis Walentinowitsch Manturow (Minister für Industrie und Handel der Russischen Föderation)
- Maksut Igorewitsch Schadajew (Minister für digitale Entwicklung, Kommunikation und Massenmedien der Russischen Föderation)
- Sergei Jewgenjewitsch Naryschkin (Direktor des Auslandsgeheimdienstes)
- Wiktor Wassiljewitsch Solotow (Direktor des Föderalen Dienstes der Truppen der Nationalgarde der Russischen Föderation – Kommandeur der Truppen der Nationalgarde der Russischen Föderation)
- Dmitri Wiktorowitsch Kotschnew  (Direktor des Föderalen Wachdienstes der Russischen Föderation)
- Juri Anatoljewitsch Tschichantschin  (Direktor des Föderalen Finanzüberwachungsdienstes)
- Waleri Wassiljewitsch Gerassimow (Chef des Generalstabs der Streitkräfte der Russischen Föderation, Erster Stellvertretender Verteidigungsminister der Russischen Föderation)
- Alexander Iwanowitsch Bastrykin (Vorsitzender des Ermittlungskomitees der Russischen Föderation)
- Juri Alexandrowitsch Kokow (Stellvertretender Sekretär des Sicherheitsrates der Russischen Föderation)
- Witali Gennadjewitsch Saweljew (Verkehrsminister der Russischen Föderation)
- Nikolai Grigorjewitsch Schulginow (Energieminister der Russischen Föderation)
- Andrej Wladimirowitsch Jatskin (Erster Stellvertretender Vorsitzender des Föderationsrates der Föderalen Versammlung der Russischen Föderation)